# Phalange africaine
La Falange africana (francese: Phalange africaine) in seguito ribattezzata "Legione dei Volontari francesi di Tunisia" (francese: Légion des Volontaires Française de Tunisie) è stato l'unico battaglione della Legione Imperiale delle forze della Francia di Vichy. Fu creato nel novembre del 1942 in Nord Africa.

## Storia
Nel corso della seconda guerra mondiale, la Francia di Vichy in seguito allo sbarco sbarco angloamericano in Marocco e in Algeria nel novembre del 1942, ordinò dal territorio metropolitano la creazione di una unità militare costituita da volontari a sostegno delle forze dell'Asse in Tunisia, conosciuta come la "Falange africana".
L'invasione alleata creò indignazione in Francia. Jacques Doriot, capo del Partito Popolare Francese esortò le autorità di Vichy in occasione di un raduno di massa, di dare una risposta forte ad un simile affronto. Il maresciallo Pétain il 19 dicembre 1942, ottenuta l'approvazione di Berlino, autorizzò la formazione di un'unità di volontari progettata per difendere la Tunisia, l'ultima colonia africana rimasta sotto il controllo del governo di Vichy.
La formazione adottò il nome di "Phalange africaine" o "Falange Frankonia" o "Falange imperiale", a imitazione della Falange spagnola, il partito fondato da José Antonio Primo de Rivera in Spagna. Inizialmente vennero reclutati 450 volontari, di cui 435 erano francesi che si erano stabiliti in Tunisia e altri 15 provenienti dal territorio francese, ma ben presto la metà di loro sarebbe stata scartata e solo 210 di loro, tra i quali alcuni francesi di etnia araba, ne entrarono a far parte.
Gli organici della Falange africana era costituito da 7 ufficiali, 42 sottufficiali, 35 graduati e 126 soldati.
Al comando della Phalange africaine l'ufficiale corso Petru Simon Cristofini, che intrapresa la carriera militare aveva raggiunto il grado di tenente colonnello dell'esercito coloniale francese, che subito dopo lo sbarco statunitense nell'Algeria francese, si trasferì allora in Tunisia per lavorare alla creazione della Phalange africaine, a difesa delle colonie della Francia di Vichy.
Il loro addestramento ebbe inizio il 23 gennaio 1943 a Camp Bordj-Cedria, una foresta di pini in mezzo al deserto del Sahara a pochi chilometri da Tunisi, dove ricevettero le uniformi dell'esercito francese, anche se con l'elmo dell'Esercito tedesco decorato con la bandiera francese e il simbolo dorato della Francia di Vichy sul petto.
Il 18 marzo 1943 ebbe luogo la cerimonia ufficiale della sua costituzione, alla quale prese parte una compagnia di paracadutisti tedeschi, e gli uomini della Phalange africaine, che in quel momento aveva raggiunto il numero di 450 militari tra 300 francesi e 150 musulmani tra algerini e tunisini, prestarono giuramento prima a Philippe Pétain come capo dello Stato e poi ad Adolf Hitler come comandante supremo delle forze armate tedesche.
Inquadrata nell'Heeresgruppe Afrika la Phalange africaine venne assegnata alla 334ª divisione fanteria tedesca del generale Friedrich Weber.
Schierata nel settore di Medjez-el-Bab, la Falange africana venne sottoposta a un costante fuoco di artiglieria da parte della 1ª Armata britannica e ai bombardamenti dei velivoli della Royal Air Force.
Il 14 aprile 1943, la Falange africana registrò la sua prima vittima , che i suoi commilitoni avrebbero vendicato il giorno successivo, quando nella notte tra il 15 e il 16 aprile, una pattuglia francese intercettata una pattuglia britannica ingaggiò uno scontro a fuoco nel quale caddero dieci britannici e un francese che venne decapitato. Dopo questo successo, i tedeschi assegnarono quattro croci di ferro a coloro che si erano maggiormente distinti nello scontro.
Tra il 20 e il 22 aprile Medjez el-Bab venne fatta oggetto di un pesante bombardamento aereo e di artiglieria, che scompaginò le linee difensive italo-tedesche e della Phalange africaine. Il giorno successivo, 23 aprile, gli inglesi andati all'attacco costrinsero ad evacuare dalle loro posizioni i francesi, che, trinceratisi sulle alture a quota 119, resistettero eroicamente più di tre giorni causando gravi perdite agli inglesi, finché il 27 aprile furono costretti a ritirarsisi.
Riorganizzate le file nella capitale Tunisi il 6 maggio 1943, i francesi decisero di svolgere l'ultima difesa della piazzaforte accanto ai tedeschi, agli italiani e ai tunisini, ma quando un ufficiale tedesco informò dell'imminente crollo, molti di loro cominciarono a cercare il modo migliore per lasciare la Tunisia, ma solo tre ufficiali francesi furono in grado di lasciare l'Africa a bordo di un aereo tedesco che li trasportò in Sicilia, mentre il resto rimase sul continente africano in attesa di un destino incerto.
La Falange africana si arrese alle forze alleate a Capo Bon l'8 maggio 1943, precedendo di pochi giorni la resa delle restanti truppe dell'Asse in Tunisia avvenuta il 13 maggio 1943.
Nel corso della campagna di Tunisia, le perdite della Falange africana furono di 6 morti, 7 feriti e 57 dispersi, anche se 20 di questi sarebbero stati catturati in seguito. Per quanto riguarda i 400 prigionieri, un buon numero venne rilasciato, altri sono stati condannati a pene detentive, e 14 di loro (12 francesi e 2 musulmani) accusati di tradimento vennero processati da un tribunale della Francia Libera e fucilati.
Molto importante è stata la rilevanza storica della Falange africana, perché i francesi di questa unità militare furono gli unici volontari europei dell'esercito tedesco che hanno combattuto sul fronte africano e inoltre sono stati anche i primi soldati francesi, dai tempi della campagna d'Egitto condotta da Napoleone tra il 1798 e il 1801, ad affrontare sul suolo africano come nemici dei soldati britannici.